# Казыханов, Виль Суфиянович
Виль Суфия́нович Казыха́нов (тат. Вил Суфиян улы Казыйханов; 24 сентября 1939, Дюртюли, БАССР — 1 октября 2012, Дюртюли, Башкортостан) — педагог, публицист, общественник. Дпутат Верховного Совета народных депутатов БАССР 12 созыва. Автор художественных, документальных произведений об уроженцах Республики Башкортостан.

## Биография
Казыханов Виль Суфиянович родился 24 сентября 1939 года в селе Дюртюли Дюртюлинского района Башкирской АССР в семье служащего.
В 1956 году он окончил Дюртюлинскую среднюю школу № 1. Проработав один год техническим секретарем в редакции районной газеты «Хезмэт байрагы» (ныне «Юлдаш») поступил учиться в историко-филологический факультет Башкирского государственного университета им.40-летия Октября. Окончив университет в 1962 году начал работать учителем русского языка и литературы в Старосултанбековской восьмилетней школе.
С 1 января 1963, после объединения Дюртюлинского и Илишевского районов, его перевели на работу в райком КПСС на должность инструктора идеологического отдела. В октябре 1963 года Казыханова В.С. избрали первым секретарем райкома ВЛКСМ Илишевского производственного управления.
30 августа 1966 года в новом микрорайоне п.Дюртюли открыли новую среднюю школу № 3, где директором школы 28 лет проработал Виль Суфиянович. 5 июля 1994 года по приглашению управления народного образования г.Набережные Челны он начал работу в лаборатории творческого развития профессора А.З.Рахимова. Совместно с супругой – Фаузией Гиниятуллиновной создавали учебные пособия по новой технологии для учащихся начальных классов татарских школ. Учебные пособия утверждены Министерством образования РТ и изданы. За создание учебно-методического комплекса «Уроки нравственности» Казыханов В.С. был удостоен премии им.Каюма Насыйри.
В 2007 году ушёл на заслуженный отдых в должности доцента кафедры воспитания института непрерывного образования. Казыханов В.С. удостоен званий «Заслуженный учитель школ Башкортостана», «Заслуженный учитель школ России», награжден многочисленными почетными грамотами, благодарственными письмами.
Его вторая профессия – журналистика и литература. Будучи членом Союза журналистов РФ и РБ сотрудничал со многими газетными и журнальными изданиями, выпустил несколько книг, становился лауреатом республиканских газет и журналов «Кызыл тан», «Учитель Башкортостана», «Тулпар». С супругой вырастили двух детей – сына и дочь.
В сентябре-октябре 2010 года Казыханов передал на хранение в архивный отдел администрации Дюртюлинского района свои книги, рукописи, которые систематизированы в хронологическом порядке, внесены в опись. Созданному фонду присвоен № 149.
За подготовку и выпуск художественно-документальных произведений о выдающихся уроженцах края, помощь в развитии инновационных педагогических технологий награжден Нагрудным знаком "За заслуги перед Чекмагушевским районом РБ" №81 от 23 апреля 2010 г.
Скоропостижно скончался в октябре 2012 года. В ознаменование 80-летия Казыханова на фасаде гимназии №3 торжественно открыта памятная доска, посвященная основателю и прославленному руководителю данного учебного заведения.

### Статьи
- Духовно-нравственное воспитание детей как основа развития этногенетической ментальности нации. Педагогический журнал "Новые принципы образования", "1, январь-февраль, 2010.
- Если бы я был отцом. с 54 - 68. Отец - сила, ум и опора семьи. Материал районной конференции отцов, посвященной 65-летию Великой Победы. Чекмагушевский район, 10.01.2010 г.

## Звания и награды
- Заслуженный учитель школ Башкортостана
- Заслуженный учитель школ России
- Отличник народного просвещения РСФСР
- Член Союза журналистов РФ
- Премия имени Каюма Насыйри (2002)
- Нагрудной знак "За заслуги перед Чекмагушевским районом РБ" (2010)

## Память
- Памятная доска Виля Казыханова открыта 7 ноября 2019 года в его родном городе Дюртюли Республики Башкортостан[3].
- Именем В.С.Казыханова названа улица в новом микрорайоне г.Дюртюли